# 慟哭 (工藤静香の曲)
「慟哭」（どうこく）は、工藤静香の通算18枚目のシングル。1993年2月3日にポニーキャニオンから発売された。

## 概要
表題曲「慟哭」は、フジテレビ系月曜9時枠ドラマ『あの日に帰りたい』（1993年1月11日〜3月22日放送）の主題歌として使用された。ドラマには工藤本人も出演している。本作はオリコンチャート1位を獲得。オリコンによる集計では約93.9万枚を記録し、工藤のシングルとして最大の売上となった。この曲で『第44回NHK紅白歌合戦』に出場を果たした（6回目）。失恋した女性の心情を唄った歌詞で、サビの ″ひと晩じゅう 泣いて 泣いて 泣いて″ が印象的な歌詞である。
作詞の中島みゆきが、同年10月21日発売のアルバム『時代-Time goes around-』でセルフカバーしている。同じく中島の著書『愛が好きです II（歌詞&エッセイ集）』では、書き下ろしエッセイに「うるわしの工藤静香さま」というタイトルがあり、中島が「FU-JI-TSU」、「MUGO・ん…色っぽい」、「慟哭」の詞を提供した際のエピソードがコミカルに書かれている。
2005年5月16日放送の『HEY!HEY!HEY! MUSIC CHAMP』では、「ゆかりのゲスト」としてドラマで共演した菊池桃子が登場し、ドラマ撮影の空き時間を利用して一緒にショッピングをした思い出話などを披露した。

## 収録曲
全作詞：中島みゆき／作曲・編曲：後藤次利／コーラスアレンジ：高尾直樹
1. 慟哭 （4分48秒）
2. コール （4分34秒）
3. 慟哭 （less vocal）

## 各曲の収録アルバム
慟哭
- Rise me （8thアルバム）
- Super Best
- She Best of Best
- ミレニアム・ベスト
- Shizuka Kudo 20th Anniversary the Best
- My Treasure Best -中島みゆき×後藤次利コレクション-
- コンピレーション・アルバム『柳沢慎吾セレクション あばよ!!』
- コンピレーション・アルバム『Eve 〜Songs for sweet memories』
- コンピレーション・アルバム『あの日の恋のうた』
- 感受 Shizuka Kudo 35th Anniversary self-cover album

コール
- 20th Anniversary B-side collection
- My Treasure Best -中島みゆき×後藤次利コレクション-

## カバー
2012年、加藤ミリヤがシングル『AIAIAI』のカップリングとして本曲をカバー、工藤・中島以外の歌手として初のカバーとなった。2014年4月12日放送分の「ミュージックフェア」（フジテレビ系）にて加藤は工藤とデュエットで本曲を歌っている。
2015年、Ms.OOJAのアルバム『THE HITS 〜No.1 SONG COVERS〜』にカバーが収録されている。